# NGC 2841
NGC 2841 es una galaxia espiral situada en la constelación de la Osa Mayor, a una distancia de 46 millones de años luz. 
Es considerada uno de los mejores ejemplos de galaxia espiral floculenta, un tipo de galaxias en las que en vez de existir dos o más brazos espirales bien desarrollados, la estructura espiral consiste en multitud de fragmentos de brazos espirales alrededor del núcleo galáctico
La distancia a esta galaxia ha podido ser hallada gracias al estudio de sus cefeidas mediante el telescopio espacial Hubble, y ha permitido calcular sus propiedades físicas, resultando ser una galaxia espiral gigante parecida a Andrómeda (M31).

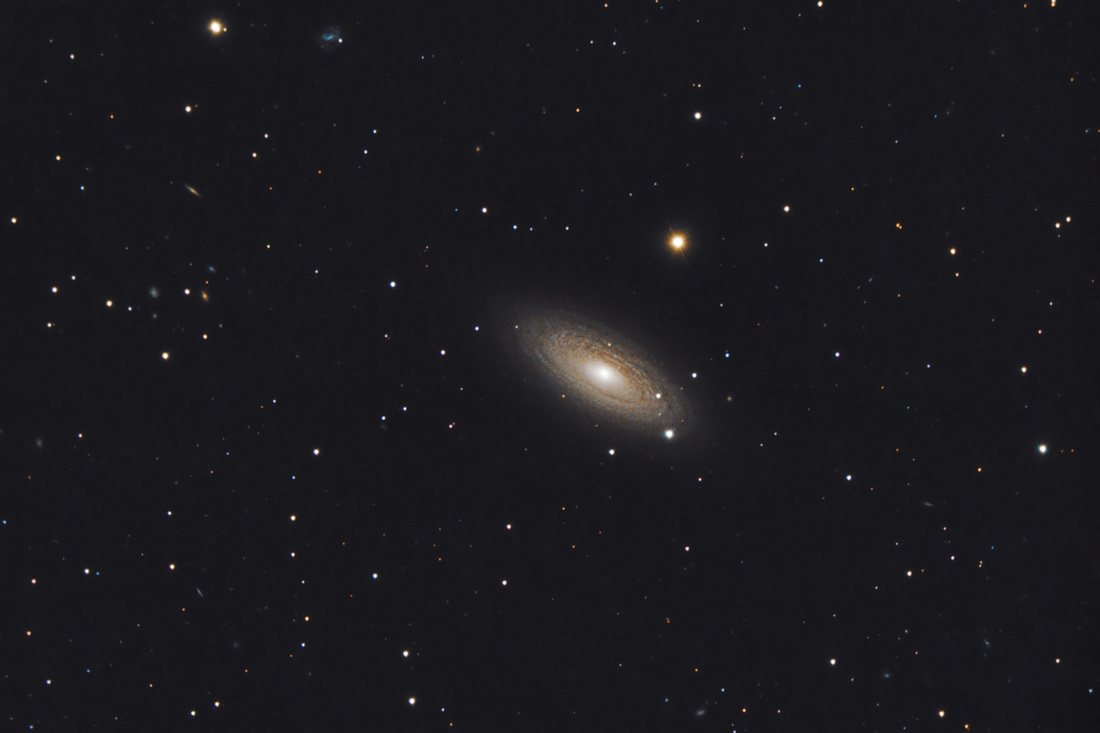
Imagen de NGC 2481 tomada por un astrónomo aficionado.
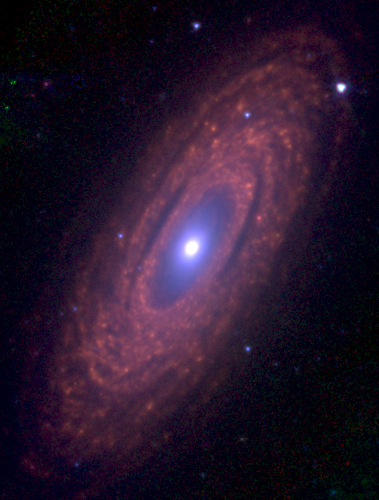
NGC 2841 por el Spitzer.